# 高雄軟體園區
高雄軟體園區，簡稱高軟，面積7.9公頃，是設於高雄市前鎮區之智慧型科技園區，著力於發展亞太地區資訊軟體、數位影音、電腦通訊等產業。其位於亞洲新灣區（高雄多功能經貿園區），於2000年12月舉行動土典禮。

## 園區建築和設施
- 高雄軟體園區（A棟、B棟、C棟）
- 智崴資訊科技大樓
- 慶富集團總部大樓
- 鴻海軟體研發大樓

## 利用情形
投資公司已近248家，投資金額新臺幣201億元。園區土地出租率已達100%，目前員工約3,900人，形成資訊軟體、研發設計及數位內容等知識密集型產業聚落。

### 政府相關機構
- 財團法人資訊工業策進會南區處
- 海洋委員會本部、海洋保育署本部、國家海洋研究院（租用園區內的鴻海軟體研發大樓）[4]。
- 臺灣碳權交易所

### 其他
- Nvidia超級電腦Taipei-1

## 交通

### 輕軌
- 環狀輕軌C7軟體園區站

### 高雄市公車
- 168、紅21

### 公共自行車
- 高雄市公共自行車租賃系統：
  - 輕軌軟體園區站：復興四路21號(旁)

## 外部連結
- 高雄軟體園區資訊服務網 （页面存档备份，存于）
- 園管局-高雄軟體園區 （页面存档备份，存于）